# Francisco Fermoso Blanco
Francisco Fermoso Blanco (1870 - 1955) va ser un militar espanyol, general de Brigada. Va participar en la revolta militar contra la II República que va desembocar en la Guerra Civil espanyola. Va ser Governador General de la Junta Tècnica de l'Estat que va assumir el poder a la zona sota control dels revoltats en 1936.
A l'inici de la guerra, va substituir Dávila com a Governador Civil de Burgos. Després de la creació a l'octubre de 1936 del Govern General, amb seu en Valladolid, el general Fermoso va ser designat pel general Franco per ocupar aquest càrrec fins al 4 de novembre, quan va ser reemplaçat pel general Luis Valdés Cavanilles. El governador general venia a ser un governador civil que assumia l'adreça de totes les administracions públiques en una província o diverses, així com la prefectura superior de les forces d'ordre públic. Després va ser nomenat vocal del recentment creat Tribunal de Justícia Militar (1936-1939), que es va encarregar de jutjar i condemnar als militars que no s'havien sumat a la rebel·lió.
El 2008, va ser un dels trenta-cinc alts càrrecs del franquisme imputats per l'Audiència Nacional en el sumari instruït per Baltasar Garzón pels presumptes delictes de detenció il·legal i crims contra la humanitat que suposadament haurien estat comesos durant la Guerra civil espanyola i els primers anys del règim de Franco. El jutge va declarar extingida la responsabilitat criminal de Fermoso quan va rebre constància fefaent de la seva defunció, esdevinguda més de cinquanta anys abans. La instrucció de la causa va ser tan polèmica que Garzón va arribar a ser acusat de prevaricació, jutjat i absolt pel Tribunal Suprem.